# آلانا بیرد
آلانا بیرد (انگلیسی: Alana Beard؛ زادهٔ ۱۴ مهٔ ۱۹۸۲) بازیکن بسکتبال اهل ایالات متحده آمریکا است.
وی در مسابقات کشوری و بین‌المللی در مجموع برندهٔ ۱ مدال طلا، ۲ مدال برنز شده است.